# LEGO Pirati dei Caraibi: Il videogioco
LEGO Pirati dei Caraibi - Il videogioco è un videogioco del 2011 sviluppato da Traveller's Tales. Il gioco permette al protagonista di controllare una vasta serie di personaggi della serie Pirati dei Caraibi in una serie di 20 livelli, basati sui primi 4 film della saga: Pirati dei Caraibi - La maledizione della prima luna, Pirati dei Caraibi - La maledizione del forziere fantasma, Pirati dei Caraibi - Ai confini del mondo e Pirati dei Caraibi - Oltre i confini del mare.

## Modalità di gioco
Il meccanismo di gioco è il classico sistema della serie LEGO: un videogioco di azione/avventura in cui i personaggi e gli scenari sono costruiti con i famosi mattoncini LEGO ed hanno possibilità di saltare e di usare la spada oppure di mirare con la pistola, il fucile o di lanciare oggetti raccolti. Ci sono tre modi per interagire con i rompicapo: abbassare leve, riparare oggetti (solo per i personaggi muniti di martello) o usare le proprie spade come leve.

## Il Porto
Il porto sarà la base del gioco, esso è diviso in tre sezioni:
Molo: Ci si arriverà dopo aver completato il primo livello, dove si potrà andare nei 4 diversi capitoli del gioco.
Faro: In questa sezione si potranno usare le navi in miniatura sbloccabili tramite i minikit presenti nei livelli.
Port Royal: Qua si potranno trovare il bar, si potranno creare personaggi personalizzati ed accedere ai filmati della storia.

## Personaggi
| - Ammand il Corsaro - Anamaria - Angelica Teach - Angler - Barbanera - Bo'sun - Cane con le chiavi - Capitan Hector Barbossa - Capitan Chevalle - Capitano Bellamy - Capitan Jack Sparrow - Clanker - Clubba - Cotton - Crash - Davy Jones - Derrick - Donna di Singapore - Eduardo Villanueva - Elizabeth Swann - Garheng | - Gentleman Jocard - Governatore Weatherby Swann - Grapple - Hadras - Jacoby - James Norrington - Jimmy Legs - Koehler - Koleniko - Lian - Lord Cutler Beckett - Maccus - Mallot - Marty - Murtogg - Murtogg - Park - Penrod - Philip Swift - Pintel - Pirata tatuato (ciurma di Sao Feng) | - Quartiermastro - Ragetti - Re Giorgio II - Salaman - Capitan Sao Feng - Scratch - Scrum - Serena - Signor John Brown, fabbro - Joshamee Gibbs - Ian Mercer - Lo Spagnolo - Sputafuoco Bill Turner - Sri Sumbhajee Angria - Tai Huang - Theodore Groves - Tia Dalma - Twigg - Vedova Ching - Will Turner - Wyvern |

| Personaggi giocabili solo su altre console                                                                                                  | Personaggi giocabili solo su altre console                                                                          | Personaggi giocabili solo su altre console |
| --- | --- | ------------------------------------------ |
| - Broondjongen - Jack Sparrow immaginario - Ezekiel - Finnegan - Giselle, ex-amante di Sparrow - Greenbeard - Jelly - Manray - Monk - Morey | - Ogilvey - Old Haddy - Palifico - Piper - Quittance - Ratlin - Scarlett, ex-amante di Sparrow - Tamara - Wheelback |                                            |

## Accoglienza
La rivista Play Generation diede alla versione per PlayStation 3 un punteggio di 75/100, apprezzando la fedeltà alle pellicole originali, lo humour e la qualità di alcuni enigmi e come contro la grande somiglianza con gli altri titoli della serie LEGO ed il fatto che fosse piuttosto semplice da portare a termine, finendo per trovarlo un titolo adatto soprattutto a un pubblico giovane, riuscendo a catturare con successo l'essenza dei Lego e dei Pirati dei Caraibi.